# 奧連特 (緬因州)
奧連特（英語：Orient）是一個位於美國緬因州阿魯斯圖克縣的市鎮。

## 人口
根據2020年美國人口普查的數據，奧連特的面積為97.56平方千米，當中陸地面積為91.99平方千米，而水域面積為5.57平方千米。當地共有人口156人，而人口密度為每平方千米2人。